# 신장고정술
신장고정술(腎臟固定術ㅡ 영어: nephropexy)은 고정되지 않아 복강에서 움직이는 신장을 고정하는 수술을 말한다. 콩팥고정술이라고도 한다. 이것은 주로 신장이 골반 방향의 아래로 쳐진 신장하수를 교정하는 것을 말한다.